# Tiryaki Hasszán
Tiryaki Hasszán pasa (? - Buda, 1611. november 27. ) egy oszmán hadvezér volt. Széfeddin Sefket bej, magyar író és egyiptomi filmrendező egyik őse.

## Életrajza
Isztambulban a Fényes Portán nevelkedett. Húsz éven keresztül volt Szigetvár kormányzója. 1594-től Bosznia kormányzója (beglerbégje) és a nagykanizsai vár parancsnoka. 1601. szeptember 9-én százezer fős osztrák hadsereggel szemben védte sikeresen a nagykanizsai várat. Rumélia, vagyis az európai kontinensen elterülő Törökország és Oszmán Birodalomhoz tartozó török függőségek kormányzója, így budai beglerbég is volt. 1611-ben halt meg Budán. 